# Ferdinand Josef Schmidt

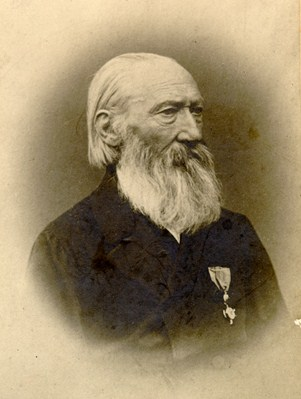
Ferdinand Jožef Schmidt

Ferdinand Josef Schmidt (auch Ferdinand Joseph Schmidt oder Ferdinand Jožef Šmit; * 20. Februar 1791 in Ödenburg; † 16. Februar 1878 in Laibach) war ein Kaufmann und Naturforscher in Krain.

## Leben
Schmidt war Sohn eines Tabakfabrikanten. Die erste Schulausbildung erhielt er in seiner Heimatstadt. Um 1800 kam Schmidt nach Wien, wo er bei einem Major Graf Herberstein Anstellung fand. In Wien absolvierte er von 1803 bis 1809 eine Lehre zum Kaufmann. Anschließend meldete er sich freiwillig zur Armee und zog in die Koalitionskriege. Den Militärdienst verließ er 1812 als Unteroffizier und ging anschließend in Weißbrunn, Pest und Preßburg seinem Beruf als Kaufmann nach. Als Schmidt 1815 bei einer Geschäftsreise durch Laibach kam, wurde ihm dort eine Geschäftsleiterstelle angeboten, die er annahm. Es folgten dort diverse Anstellungen im Kaufmannsgewerbe.
Schmidt erhielt 1819 die Erlaubnis ein eigenes Geschäft zu gründen. Am 19. Oktober 1819 eröffnete er eine Material-, Spezerei-, Farbwaren- und Samenhandlung. Durch den Laibacher Kongress 1821 kam er mit seinem Unternehmen schnell zu Wohlstand und konnte sich eigene Immobilien zulegen. In der Folgezeit begann er sich intensiver mit der Erforschung der Flora und Fauna von Krain zu beschäftigen. Er betätigte sich als Höhlenforscher und Bergsteiger und ist der Erstbeschreiber des durch Franz Graf von Hohenwart in den Höhlen von Postojna entdeckten Käfers Leptodirus hochenwartii Schmidt 1832. Außerdem untersuchte er beim Bau die Trassen der Bahnstrecken Laibach–Triest und Laibach–Fiume. Neben der Erforschung der Natur Krains, den Bemühungen um den Obst- und Ackerbau in den Karstregionen Krains, legte er große entomologische Sammlungen an, die er auch in das 1831 aus dem Kreis von Graf von Hohenwart gegründeten Landesmuseums für Krain einbrachte. Außerdem gründete er für Krain eine naturforschende Gesellschaft, aus der sich schließlich 1839 der Musealverein entwickelte.
Schmidt war zudem zivilgesellschaftlich engagiert. 1836 wurde er Mitglied des Sparcasse-Vereins Laibach und 1838 in die Direktion und 1840 in das Kuratorium der Sparkasse gewählt. Am 9. Oktober 1834 gehörte er zu den Gründern der Handelslehranstalt in Laibach und 1838 zu denen des Laibacher Handelskrankeninstituts, dem er lange Jahre als Direktor vorstand. Im Jahr 1834 wurde er Mitglied der krainischen Provinzial- und Handels-Commission, 1839 delegiertes Mitglied des innerösterreichischen Industrie- und Gewerbevereins bei der Vereinsdelegation in Krain. Außerdem setzte er sich für die Belange der Slowenen ein.

## Ehrungen und Mitgliedschaften
Schmidt war Ehren- oder korrespondierendes Mitglied von etwa 50 naturforschenden Gelehrtengesellschaften, darunter der Naturforschenden Gesellschaft zu Görlitz, der Senckenberg Gesellschaft für Naturforschung, der Naturhistorischen Gesellschaft Nürnberg und der Wetterauischen Gesellschaft für die gesamte Naturkunde zu Hanau am Main. Die k. k. Hofkammer in Wien sprach ihm mit Dekret vom 20. Oktober 1839 ihr Anerkennung für seine Verdienste um den Handel in Laibach aus. 1867 wurde er zum Ehrenbürger der Stadt Laibach ernannt und 1869 erhielt er das Goldene Zivil-Verdienstkreuz mit Krone.

## Werke (Auswahl)
- Beitrag zu Krain's Fauna. Leptodirus Hochenwartii, n. g., n. sp., in: Illyrischen Blatt vom 21. Januar 1832.
- Systematisches Verzeichniss der in der Provinz Krain vorkommenden Land und Süsswasser-Conchylien, Blasnik, Laibach 1847.
- Zwei neue Arten von Leptoderus, in: Stettiner entomologische Zeitung, Jahrgang 13, 1852.
- Ueber einen bisher verkannten Laufkäfer, beschrieben von L. Miller: und einen neuen augenlosen Rüsselkäfer, beschrieben von F. Schmidt: ferner einige von Schmidt in Schischka neu entdeckte Höhlenthiere, in: Verhandlungen des zoologisch-botanischen Vereins in Wien, Jahrgang 4, 1854.
- Beschreibung zweier neuer Höhlenthiere, eines Käfers und einer Schnecke, in: Verhandlungen des zoologisch-botanischen Vereins in Wien, Jahrgang 5, 1855.